# Пау (Италия)
 Тази статия е за селото в Сардиния.  За други значения вижте Пау.  
Па̀у (на италиански и на сардински: Pau) е община в провинция Ористано в регион Сардиния , Италия , разположена на около 70 километра (43 мили) северозападно от Каляри и на около 20 километра (12 мили) югоизточно от Ористано . Към 31 декември 2004 г. има население от 330 души и площ от 14,1 квадратни километра (5,4 квадратни мили). Разположено е на 315 m надморска височина. Населението на общината е 309 души (към 2010 г.).
Пау граничи със следните общини: Алес , Палмас Арбореа , Санта Джуста , Вила Верде .

## Референции
https://www.istat.it/classificazione/principali-statistiche-geografiche-sui-comuni/ Италиански национален статистически институт . Посетен на 16 март 2019 г.
https://en.wikipedia.org/wiki/Italian_National_Institute_of_Statistics Всички демографски и други статистики